# USS Lawrence (DD-250)
USS Lawrence (DD-250) là một tàu khu trục lớp Clemson được Hải quân Hoa Kỳ chế tạo vào cuối Chiến tranh Thế giới thứ nhất, và đã tiếp tục phục vụ trong Chiến tranh Thế giới thứ Hai cho đến khi xung đột kết thúc. Nó là chiếc tàu chiến thứ tư của Hải quân Hoa Kỳ được đặt tên theo Thuyền trưởng James Lawrence (1781-1813), người tử trận trong cuộc Chiến tranh 1812.

## Thiết kế và chế tạo
Lawrence được đặt lườn vào ngày 14 tháng 8 năm 1919 tại xưởng tàu của hãng New York Shipbuilding Corporation. Nó được hạ thủy vào ngày 10 tháng 7 năm 1920, được đỡ đầu bởi cô Ruth Lawrence; và được đưa ra hoạt động vào ngày 18 tháng 4 năm 1921 dưới quyền chỉ huy của Hạm trưởng, Thiếu tá Hải quân J. E. Wellbrook.

## Lịch sử hoạt động

### Giữa hai cuộc thế chiến
Sau khi hoàn tất chạy thử máy, Lawrence được phân về Lực lượng Khu trục trực thuộc Hạm đội Đại Tây Dương. Nó khởi hành từ Newport, Rhode Island vào ngày 13 tháng 6 năm 1922 để đi sang khu vực Địa Trung Hải, và gia nhập Lực lượng Hải quân Hoa Kỳ tại vùng biển Thổ Nhĩ Kỳ ở Constantinople vào ngày 4 tháng 7. Trong một năm tiếp theo, nó đi lại giữa khu vực Đông Địa Trung Hải và Bắc Hải vào lúc xảy ra cuộc khủng hoảng tại Crimea, trợ giúp công dân Hoa Kỳ, hỗ trợ hoạt động của nhân sự thuộc Hội Chữ thập đỏ và Ủy ban Thực phẩm Hoa Kỳ trong các nhiệm vụ cứu trợ. Nó cùng các tàu khu trục Hoa Kỳ khác đã giúp di tản hàng ngàn người tị nạn Hy Lạp khỏi các khu vực Tiểu Á bị lực lượng Thổ Nhĩ Kỳ chiếm. Nó quay trở về New York vào ngày 30 tháng 10 năm 1923, và được điều về Hạm đội Tuần tiễu.
Lawrence khởi hành từ New York vào ngày 3 tháng 1 năm 1924 để tham gia cuộc tập trận phối hợp Hải-Lục quân nhằm trắc nghiệm các cơ sở và khả năng phòng thủ của vùng kênh đào Panama. Sang tháng 8, nó đặt căn cứ ngoài khơi Labrador hỗ trợ cho chuyến bay vòng quanh thế giới của máy bay Lục quân, và quay trở về Boston, Massachusetts vào tháng 9 để tiếp nối các hoạt động cùng Hạm đội Tuần tiễu. Trong ba năm tiếp theo, nó thực hiện các chuyến đi huấn luyện quân nhân dự bị, cơ động dọc theo vùng bờ Đông, và tham gia các cuộc thực tập mô phỏng tấn công tại vùng quần đảo Hawaii.
Lawrence được cho tách khỏi Hạm đội Tuần tiễu vào ngày 11 tháng 2 năm 1927 để đi đến ngoài khơi bờ biển Nicaragoa nhằm bảo vệ tính mạng và tài sản của công dân Hoa Kỳ vào lúc xảy ra biến động và bất ổn tại nước này. Chiếc tàu khu trục rời vùng biển Nicaragoa năm tuần sau đó, tiếp nối các hoạt động thường lệ cùng Hạm đội Tuần tiễu cho đến khi được cho xuất biên chế tại Philadelphia, Pennsylvania vào ngày 6 tháng 1 năm 1931.
Lawrence được cho nhập biên chế trở lại vào ngày 13 tháng 6 năm 1932 dưới quyền chỉ huy của Hạm trưởng, Trung tá Hải quân T. E. Downey, và đã rời Philadelphia vào ngày 15 tháng 8 để gia nhập Hạm đội Thái Bình Dương. Từ khi đi đến San Diego, California vào ngày 8 tháng 9 cho đến năm 1938, nó hoạt động liên tục cùng các hải đội khu trục, tham gia thực tập chiến thuật hạm đội và thực hành chiến lược dọc theo bờ biển, cũng như các cuộc tập trận Vấn đề Hạm đội ngoài khơi vùng kênh đào Panama và Hawaii. Nó lại được cho xuất biên chế tại San Diego vào ngày 13 tháng 9 năm 1938

### Thế Chiến II
Một lần nữa Lawrence được cho nhập biên chế vào ngày 26 tháng 9 năm 1939 dưới quyền chỉ huy của Hạm trưởng, Trung tá Hải quân H. D. Clarke, và khởi hành hai tháng sau đó để tuần tra và cơ động tại vùng biển Caribe. Sau các hoạt động huấn luyện, nó đi đến Boston vào ngày 1 tháng 3 năm 1940, và đến cuối tháng đó được điều sang Trường Huấn luyện Thủy âm bờ Đông tại New London, Connecticut. Chiếc tàu khu trục tiến hành thực tập chiến thuật dọc theo vùng bờ Đông cho đến ngày 3 tháng 12, khi nó lên đường đi sang khu vực Thái Bình Dương.
Đi đến San Francisco, California vào ngày 27 tháng 12, Lawrence lại được điều động về Trường Huấn luyện Thủy âm San Diego, tiếp tục các hoạt động cho đến khi Hoa Kỳ tuyên chiến với Nhật Bản. Trong những tháng đầu tiên của chiến tranh, chiếc tàu khu trục làm nhiệm vụ hộ tống vận tải giữa San Francisco và Seattle, Washington. Nó đã khởi hành từ San Francisco vào ngày 13 tháng 8 năm 1942 hộ tống một đoàn tàu vận tải chuyển quân trên đường đi đến Kodiak, Alaska, đến nơi bảy ngày sau đó. Trong một tháng sau đó, nó bảo vệ các đoàn tàu vận tải đi lại giữa Kodiak, Dutch Harbor và Adak cho đến khi quay trở về San Francisco vào ngày 27 tháng 9.
Đặt căn cứ tại đảo Treasure, California cho đến khi chiến tranh kết thúc, Lawrence tiếp tục làm nhiệm vụ tuần tra và hộ tống ở các lối tiếp cận vịnh San Francisco. Vào ngày 31 tháng 5 năm 1944, nó đã cứu vớt 192 người từ chiếc SS Henry Bergh bị mắc cạn tại quần đảo Farallon. Sau chiến tranh, nó rời San Francisco vào ngày 28 tháng 8 năm 1945 và đi đến Philadelphia vào ngày 20 tháng 9. Lawrence được cho ngừng hoạt động tại Philadelphia vào ngày 24 tháng 10 năm 1945, và bị bán cho hãng Boston Metal Company ở Baltimore, Maryland vào ngày 1 tháng 10 năm 1946 để tháo dỡ.